# Nyoma albopunctata
Nyoma albopunctata är en skalbaggsart som först beskrevs av Stefan von Breuning 1977.  Nyoma albopunctata ingår i släktet Nyoma och familjen långhorningar. Inga underarter finns listade i Catalogue of Life.